# Абдалы (деревня)
Абдалы — деревня в Слободском районе Кировской области в составе Ленинского сельского поселения.

## География
Находится на расстоянии примерно 7 км на юго-запад по прямой от поселка Вахруши.

## История
Известна с 1678 года как деревня Конопляевская. В 1746 в ней (уже Конопленинская)  отмечено 16 жителей. В 1873 году в деревне (Конопляновская или Обдалы)  5 дворов и 37 жителей, в 1905 8 и 60, в 1926 9 и 39, в 1950 9 и 28. В 1989 остался 5 постоянных жителей. Настоящее название закрепилось с 1950 года. Ныне имеет дачный характер.

## Население
Постоянное население не было учтено в 2002 году, составляло 4 человека в 2010.